# Art sociologique
L'art sociologique est un mouvement artistique, voire une méthode de recherche artistique, développé à partir de 1971 à Paris, par Hervé Fischer, Fred Forest et Jean-Paul Thénot, qui ont fondé en 1974 le « collectif d'art sociologique » et publié une série de manifestes (parus dans le journal Le Monde). 

## Théories
Ils ont créé l'« école sociologique interrogative », participé ensemble et individuellement à des manifestations internationales, puis le mouvement s'est dissous en 1980 dans la dissension. 
De nombreux auteurs et critiques d'art y ont fait référence, notamment François Pluchart, Bernard Teyssèdre, Pierre Restany, Vilém Flusser, Rainer Wick.
On trouvera sur les sites web de Hervé Fischer et de Fred Forest de nombreuses références bibliographiques.
Le mouvement d'art sociologique a été peu suivi par des artistes depuis. Avec le groupe belge CAP, il est un précurseur, dès le milieu des années 70, de l'art dit « relationnel », qui sera théorisé par Nicolas Bourriaud à la fin des années 1990.
Il s'est démarqué de l'art conceptuel et de Art & Language, s'est rapproché du « body art ». Il a croisé l'art « contextuel ». Il a été radical dans sa critique de l'idéologie d'avant-garde des années 1970-80, et dans sa contestation des institutions et du marché de l'art.
Fred Forest a poursuivi son travail sous le signe de « l'esthétique de la communication », et Hervé Fischer avec la mythanalyse et avec les expositions « Images du futur » à Montréal.

## Manifestations
- Art sociologique 1 : L'art et ses structures socio-économiques. Galerie Éric Germain, Paris
- Art sociologique 2 : Problèmes et méthodes de l'art sociologique, Galerie Mathias Fels et Musée Galliera, Paris.
- Art sociologique 3 : Art et communication, Institut français de Cologne, Allemagne et catalogue de la Biennale de Venise, juin 1976.
- Art sociologique 4 : Art et économie a été publié en 1976.
- Art sociologique (Acte II) signé Fred Forest Le Monde 7/2/1980 N° 10894